# Champs-sur-Tarentaine
Pour les articles homonymes, voir Champs.
Champs-sur-Tarentaine est une ancienne commune française, située dans le département du Cantal en région Auvergne-Rhône-Alpes.

## Histoire
Elle fusionne en 1972 avec la commune de Marchal et adopte le nom de Champs-sur-Tarentaine-Marchal. La commune avait une superficie de 45,52 km2.